# Badminton-Senioreneuropameisterschaft 2016
Die Badminton-Senioreneuropameisterschaft 2016 fand vom 18. bis zum 24. September 2016 in Podčetrtek statt.

## Die Sieger und Platzierten

### Senioren 35+
| Veranstaltung | Gold                                  | Silber                           | Bronze                             |
| ------------- | ------------------------------------- | -------------------------------- | ---------------------------------- |
| Herreneinzel  | Thomas Blondeau                       | Thorsten Hukriede                | Sébastien Bourbon                  |
| Herreneinzel  | Thomas Blondeau                       | Thorsten Hukriede                | Kristóf Horváth                    |
| Dameneinzel   | Elisa Chanteur                        | Claudia Vogelgsang               | Hana Milisová                      |
| Dameneinzel   | Elisa Chanteur                        | Claudia Vogelgsang               | Katja Wengberg                     |
| Herrendoppel  | Thorsten Hukriede Hendrik Westermeyer | Xavier Engrand Jérôme Krawczyk   | Oliver Colin Jesper von Hertzen    |
| Herrendoppel  | Thorsten Hukriede Hendrik Westermeyer | Xavier Engrand Jérôme Krawczyk   | Gerben Bruijstens Fredrik Du Hane  |
| Damendoppel   | Natalia Golovkina Olena Shutenko      | Elisa Chanteur Céline Gomes      | Sunniva Aminoff Claudia Vogelgsang |
| Damendoppel   | Natalia Golovkina Olena Shutenko      | Elisa Chanteur Céline Gomes      | Zodee Ledger Sarah Pulley          |
| Mixed         | Benjamin Wanhoff Kathrin Wanhoff      | Frédéric Gillet Guenäelle Bergey | Xavier Engrand Elisa Chanteur      |
| Mixed         | Benjamin Wanhoff Kathrin Wanhoff      | Frédéric Gillet Guenäelle Bergey | Thomas Blondeau Aurélie Martin     |

### Senioren 40+
| Veranstaltung | Gold                                 | Silber                                     | Bronze                              |
| ------------- | ------------------------------------ | ------------------------------------------ | ----------------------------------- |
| Herreneinzel  | Fabrice Bernabé                      | Ulf Svensson                               | Mikael Nilsson                      |
| Herreneinzel  | Fabrice Bernabé                      | Ulf Svensson                               | Stephan Burmeister                  |
| Dameneinzel   | Georgy van Soerland                  | Rebecca Pantaney                           | Natalia Golovkina                   |
| Dameneinzel   | Georgy van Soerland                  | Rebecca Pantaney                           | Maria Jesus Almagro                 |
| Herrendoppel  | Daniel Plant Nick Ponting            | André Bertko Frank Heuwing                 | Mikael Nilsson Christofer Wiklander |
| Herrendoppel  | Daniel Plant Nick Ponting            | André Bertko Frank Heuwing                 | Carl Jennings Mark King             |
| Damendoppel   | Esther Fleurbaay Georgy van Soerland | Christina Balslev Rindshøj Dorte Steenberg | Julie Bradbury Louise Culyer        |
| Damendoppel   | Esther Fleurbaay Georgy van Soerland | Christina Balslev Rindshøj Dorte Steenberg | Rebecca Pantaney Lynne Swan         |
| Mixed         | Vadim Nazarov Olga Kuznetsova        | Gerben Bruijstens Georgy van Soerland      | Carsten Loesch Dorte Steenberg      |
| Mixed         | Vadim Nazarov Olga Kuznetsova        | Gerben Bruijstens Georgy van Soerland      | Carl Jennings Rebecca Pantaney      |

### Senioren 45+
| Veranstaltung | Gold                            | Silber                             | Bronze                            |
| ------------- | ------------------------------- | ---------------------------------- | --------------------------------- |
| Herreneinzel  | Jyri Aalto                      | Sven Landwehr                      | Vadim Nazarov                     |
| Herreneinzel  | Jyri Aalto                      | Sven Landwehr                      | Ronald Glaschke                   |
| Dameneinzel   | Gitte Sommer                    | Csilla Fórián                      | Barbara Kulanty                   |
| Dameneinzel   | Gitte Sommer                    | Csilla Fórián                      | Erika Stich                       |
| Herrendoppel  | Milan Duvsund Anders Fischer    | Oleg Grigoryev Vadim Nazarov       | Stefan Edvardsson Joakim Nordgren |
| Herrendoppel  | Milan Duvsund Anders Fischer    | Oleg Grigoryev Vadim Nazarov       | Rajeev Bagga Arjan Regtien        |
| Damendoppel   | Dorota Grzejdak Barbara Kulanty | Anne Birgitte Nielsen Gitte Sommer | Elizabeth Austin Caroline Hale    |
| Damendoppel   | Dorota Grzejdak Barbara Kulanty | Anne Birgitte Nielsen Gitte Sommer | Petra Finger Michaela Meyer       |
| Mixed         | Jakob Østergaard Lene Struwe    | Henrik Lykke Lise Lotte Bilgrav    | Nick Ponting Julie Bradbury       |
| Mixed         | Jakob Østergaard Lene Struwe    | Henrik Lykke Lise Lotte Bilgrav    | Rajeev Bagga Elizabeth Austin     |

### Senioren 50+
| Veranstaltung | Gold                         | Silber                                  | Bronze                                    |
| ------------- | ---------------------------- | --------------------------------------- | ----------------------------------------- |
| Herreneinzel  | Peter Moritz                 | Jukka Antila                            | Heikki Väisänen                           |
| Herreneinzel  | Peter Moritz                 | Jukka Antila                            | Jean-Jacques Bontemps                     |
| Dameneinzel   | Lone Hagelskjær Knudsen      | Jeannette van der Werff                 | Bettina Villars                           |
| Dameneinzel   | Lone Hagelskjær Knudsen      | Jeannette van der Werff                 | Cathy Bargh                               |
| Herrendoppel  | Magnus Nytell Erik Söderberg | Jon Austin Mark Golds                   | Jan Bertram Petersen Jesper Tolman        |
| Herrendoppel  | Magnus Nytell Erik Söderberg | Jon Austin Mark Golds                   | Pär Lindau Marcel Rietberg                |
| Damendoppel   | Cathy Bargh Kay Vickers      | Sandra Kroon Jeannette van der Werff    | Helle Buch Lone Hagelskjær Knudsen        |
| Damendoppel   | Cathy Bargh Kay Vickers      | Sandra Kroon Jeannette van der Werff    | Lise Lotte Bilgrav Helle Sjørring Nielsen |
| Mixed         | Jon Austin Sue Crompton      | Jan Bertram Petersen Helle Blomsterberg | Morten Christensen Hanne Bertelsen        |
| Mixed         | Jon Austin Sue Crompton      | Jan Bertram Petersen Helle Blomsterberg | Mark Golds Debbie Miller                  |

### Senioren 55+
| Veranstaltung | Gold                            | Silber                     | Bronze                           |
| ------------- | ------------------------------- | -------------------------- | -------------------------------- |
| Herreneinzel  | Per Juul Ulrich                 | Dan Travers                | Birger Steenberg                 |
| Herreneinzel  | Per Juul Ulrich                 | Dan Travers                | Aleksander Kurochkin             |
| Dameneinzel   | Svetlana Zilberman              | Heidi Bender               | Christine Nowakowski             |
| Dameneinzel   | Svetlana Zilberman              | Heidi Bender               | Maureen Kleijwegt-Oskam          |
| Herrendoppel  | Dave Gribble Gene Austin Joyner | Jørgen Jepsen Lars Kruse   | Magnus Ericsson Bengt Mellquist  |
| Herrendoppel  | Dave Gribble Gene Austin Joyner | Jørgen Jepsen Lars Kruse   | Per Juul Ulrich Birger Steenberg |
| Damendoppel   | Heidi Bender Annette Vollertzen | Birte Bach Pernille Skjødt | Jenny Cox Christine Crossley     |
| Damendoppel   | Heidi Bender Annette Vollertzen | Birte Bach Pernille Skjødt | Sue Coulson Pauline Williams     |
| Mixed         | Dan Travers Christine Black     | Stefan Frey Heidi Bender   | Jesper Tolman Annette Vollertzen |
| Mixed         | Dan Travers Christine Black     | Stefan Frey Heidi Bender   | Ian Purton Christine Crossley    |

### Senioren 60+
| Veranstaltung | Gold                          | Silber                            | Bronze                       |
| ------------- | ----------------------------- | --------------------------------- | ---------------------------- |
| Herreneinzel  | Uun Santosa                   | Tariq Farooq                      | Karsten Meier                |
| Herreneinzel  | Uun Santosa                   | Tariq Farooq                      | Vladimir Koloskov            |
| Dameneinzel   | Christine Crossley            | Christine Black                   | Betty Bartlett               |
| Dameneinzel   | Christine Crossley            | Christine Black                   | Heidrun Hauser               |
| Herrendoppel  | Rob Ridder Uun Santosa        | Tariq Farooq Karsten Meier        | Jeppe Jepsen Per Mikkelsen   |
| Herrendoppel  | Rob Ridder Uun Santosa        | Tariq Farooq Karsten Meier        | Anthony Drury Peter Emptage  |
| Damendoppel   | Christine Black Marjan Ridder | Betty Bartlett Ann Hurst          | Brenda Creasey Lin Wilde     |
| Damendoppel   | Christine Black Marjan Ridder | Betty Bartlett Ann Hurst          | Anna Bowskill Sylvia Penn    |
| Mixed         | Rob Ridder Marjan Ridder      | William Hamblett Barbara Davidson | Karsten Meier Hanne Nielsen  |
| Mixed         | Rob Ridder Marjan Ridder      | William Hamblett Barbara Davidson | Peter Emptage Betty Bartlett |

### Senioren 65+
| Veranstaltung | Gold                                   | Silber                        | Bronze                               |
| ------------- | -------------------------------------- | ----------------------------- | ------------------------------------ |
| Herreneinzel  | Per Dabelsteen                         | Christian Hansen              | Peter Emptage                        |
| Herreneinzel  | Per Dabelsteen                         | Christian Hansen              | Carl-Johan Nybergh                   |
| Dameneinzel   | Christa Zeiß                           | Michèle Bontemps              | Lieselotte Wengberg                  |
| Dameneinzel   | Christa Zeiß                           | Michèle Bontemps              | Ilona Frahm                          |
| Herrendoppel  | Knud Danielsen Torben Hansen           | Per Dabelsteen Steen Kiorboe  | Christian Hansen Harry Skydsgaard    |
| Herrendoppel  | Knud Danielsen Torben Hansen           | Per Dabelsteen Steen Kiorboe  | Henrik Andersen Søren Fuursted       |
| Damendoppel   | Christine Krüll Christa Zeiß           | Ewa Carlander Val O’Neill     | Thea Gyldenøhr Gitte Attle Rasmussen |
| Damendoppel   | Christine Krüll Christa Zeiß           | Ewa Carlander Val O’Neill     | Janet Fletcher Sylvia Gill           |
| Mixed         | Christian Hansen Gitte Attle Rasmussen | Henrik Andersen Jette Nielsen | Barry Smethurst Janet Fletcher       |
| Mixed         | Christian Hansen Gitte Attle Rasmussen | Henrik Andersen Jette Nielsen | Jim Garrett Susan Awcock             |

### Senioren 70+
| Veranstaltung | Gold                         | Silber                          | Bronze                         |
| ------------- | ---------------------------- | ------------------------------- | ------------------------------ |
| Herreneinzel  | Jim Garrett                  | Gerd Pigola                     | Paweł Gasz                     |
| Herreneinzel  | Jim Garrett                  | Gerd Pigola                     | Joachim Schimpke               |
| Dameneinzel   | Renate Gabriel               | Renate Knötzsch                 | Beryl Goodall                  |
| Dameneinzel   | Renate Gabriel               | Renate Knötzsch                 | Elvira Richter                 |
| Herrendoppel  | Jim Garrett Ray Sharp        | Joachim Schimpke Helmut Wiegand | Gerd Pigola Fritz Popp         |
| Herrendoppel  | Jim Garrett Ray Sharp        | Joachim Schimpke Helmut Wiegand | Peter Gerth Hans Schumacher    |
| Damendoppel   | Victoria Betts Joanna Elson  | Beryl Goodall Mary Jenner       | Kaya Garbrecht Grete Steenberg |
| Damendoppel   | Victoria Betts Joanna Elson  | Beryl Goodall Mary Jenner       | Renate Gabriel Elvira Richter  |
| Mixed         | Roger Baldwin Victoria Betts | Kenneth Tantum Joanna Elson     | Ray Sharp Mary Jenner          |
| Mixed         | Roger Baldwin Victoria Betts | Kenneth Tantum Joanna Elson     | Matthias Kiefer Elvira Richter |